# کوچیز (آریزونا)
کوچیز (به انگلیسی: Cochise) یک منطقهٔ مسکونی در ایالات متحده آمریکا است که در شهرستان کوچیز، آریزونا واقع شده‌است. کوچیز ۱٬۵۹۲ نفر جمعیت دارد و ۱٬۲۸۷ متر بالاتر از سطح دریا واقع شده‌است.